# Stirling (Canada)
Stirling is een plaats in de Canadese provincie Alberta en telt 921 inwoners (2006).

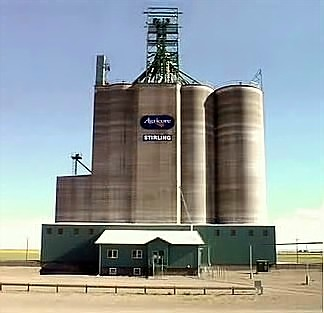
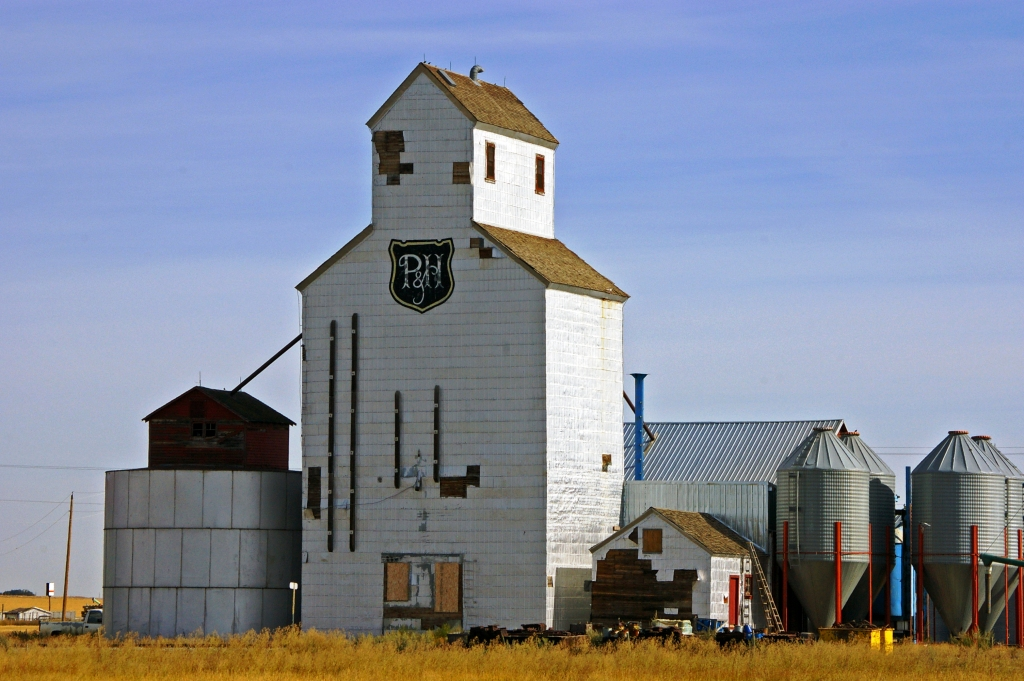
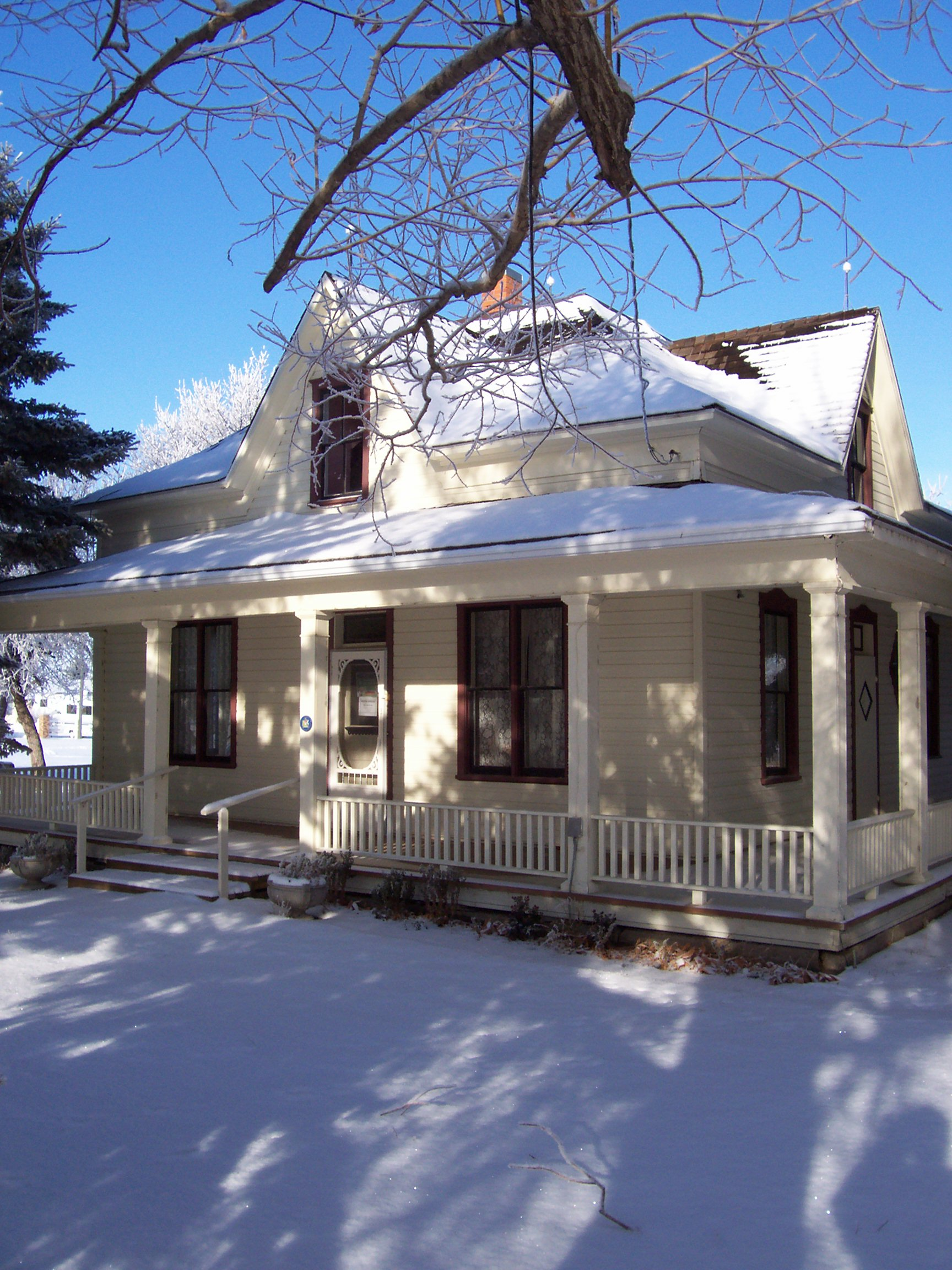